# Vixniovi (Krasnodar)
|  | Per a altres significats, vegeu «Vixniovi». |

Vixniovi - Вишнёвый (rus) és un possiólok del krai de Krasnodar, a Rússia. Es troba al delta del riu Kuban. És a 5 km al nord-oest de Slàviansk-na-Kubani i a 79 km a l'oest de Krasnodar.
Pertany al possiólok de Sovkhozni.